# 552

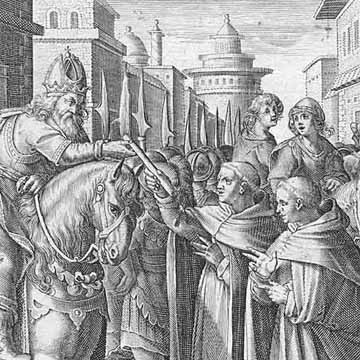
Keizer Justinianus I ontvangt de zijderupsen

Het jaar 552 is het 52e jaar in de 6e eeuw volgens de christelijke jaartelling.

## Gebeurtenissen

### Byzantijnse Rijk
- Slag bij Taginae: Narses steekt met een Byzantijns expeditieleger (22.000 man) de Apennijnen over, maar wordt bij Taginae in centraal Italië door de Ostrogoten onder leiding van koning Totila tegengehouden. Narses stelt zijn troepen op in de vorm van een "halve maan". Een openingsaanval van de Goten wordt door een stortregen van pijlen tot staan gebracht. De Byzantijnse ruiterij (clibanarii) voert een frontale aanval uit en in de avond worden de Goten vernietigend verslagen.
- Gotische Oorlog: De Goten die Rome bezet houden capituleren, Narses trekt met zijn expeditieleger verder naar het zuiden en belegert Cumae in Campania. Het eiland Corsica wordt weer ingelijfd bij het Byzantijnse Rijk.
- Keizer Justinianus I stuurt een Byzantijns expeditieleger (2000 man) onder bevel van de bejaarde generaal Liberius naar Hispania. Hij verovert Cartagena en andere steden aan de zuidoostelijke kust.
- Justinianus I ontvangt in Constantinopel de eerste eieren van de zijderups uit handen van twee nestoriaanse monniken (zie: 550) die ze uit China gesmokkeld hebben.

### Klein-Azië
- De Gökturken stichten als eerste Turkse dynastie het Rijk van de Göktürken. Het Khanaat strekt zich uit van de Zwarte Zee tot aan Mantsjoerije (China).
- In Zuid-Rusland ontstaat het rijk van de Chazaren.
- Begin van de Armeense jaartelling.

### Azië
- Het boeddhisme doet zijn intrede in Japan. (waarschijnlijke datum)

## Religie
- Justinianus I verbiedt de cultus van Isis en laat haar overgebleven tempels in Egypte sluiten.

## Overleden
- Columba van Terryglass, Iers geestelijke
- Mennas, patriarch van Constantinopel
- Totila, koning van de Ostrogoten